# Mitdluagkat
Mitdluagkat är en nunatak i Grönland (Kungariket Danmark).   Den ligger i kommunen Sermersooq, i den södra delen av Grönland, 700 km öster om huvudstaden Nuuk. Toppen på Mitdluagkat är 972 meter över havet, eller 424 meter över den omgivande terrängen. Bredden vid basen är 5,2 km. Mitdluagkat ligger på ön Ammassalik Ø.
Terrängen runt Mitdluagkat är huvudsakligen kuperad.  Trakten runt Mitdluagkat är nära nog obefolkad, med mindre än två invånare per kvadratkilometer. Närmaste större samhälle är Tasiilaq, 11,4 km söder om Mitdluagkat. Trakten runt Mitdluagkat består i huvudsak av gräsmarker.